# Борщевка (Вологодская область)
Борщевка — деревня в Междуреченском районе Вологодской области на реке Большая Козланка.
Входит в состав Сухонского сельского поселения (с 1 января 2006 года по 8 апреля 2009 года входила в Враговское сельское поселение), с точки зрения административно-территориального деления — в Враговский сельсовет.
Расстояние до районного центра Шуйского по автодороге — 6,7 км. Ближайшие населённые пункты — Козланга, Подкурново, Ропотово, Матвейцево, Середнево.

## Население
По переписи 2002 года население — 7 человек.
| 2002 | 2010 |
| ---- | ---- |
| 7    | ↘0   |